# Паротія східна
Паротія східна (Parotia lawesii) — вид горобцеподібних птахів родини дивоптахових (Paradisaeidae).

## Назва
Вид названо на честь англійського протестантського місіонера Вільяма Джорджа Лавса (1839—1907).

## Поширення
Ендемік Папуа Нової Гвінеї. Вид займає райони первинних і вторинних гірських тропічних лісів, трапляється також у плантаціях і садах, на висоті від 500 до 2300 м над рівнем моря.

## Опис
Птах середнього розміру, завдовжки 25-27 см, вагою 122—195 г. Помітний чіткий статевий диморфізм. У забарвленні самиці переважають коричневі кольори, темніші на голові, грудях і спині, тоді як крила каштанові, а живіт має тенденцію до помаранчевого кольору з одиничними перами окантованими темно-коричневим. У самця чорне оперення по всьому тілу з фіолетовими відблисками, особливо виразними на голові та спині, лоб сірувато-білий, потилиця синього кольору, а груди бронзові. Як і у всіх паротій, у самця є шість довгих лопатоподібних пір'їн відразу за вухами (по три з кожного боку), а також пера боків видовжені та модифіковані. У обох статей дзьоб і ноги чорні, а очі блакитні.

## Спосіб життя
Трапляєтьс поодинці. Живе під пологом лісу. Живиться переважно фруктами, в основному інжиром. Рідше поїдає комах, листя, нектар і дрібних хребетних.
Сезон розмноження припадає на період з червня по січень. Полігамний вид. Самці токують, щоб привабити якомога більше самиць. Самець ретельно розчищає ділянку землі, щоб використовувати її як арену. Під час шлюбного ритуалу самець рухає головою і розпушує пір'я грудей і боків, дотримуючись заздалегідь визначених рухів, щоб показати металеві відблиски грудей і потилиці. Після спаровування самиці самостійно займаються будівництвом гнізда, насиджуванням яєць та доглядом за потомством.